# Dioscorea microcephala
Dioscorea microcephala är en enhjärtbladig växtart som beskrevs av Edwin Burton Uline. Dioscorea microcephala ingår i släktet Dioscorea och familjen Dioscoreaceae. Inga underarter finns listade i Catalogue of Life.